# Japońska Armia Czerwona

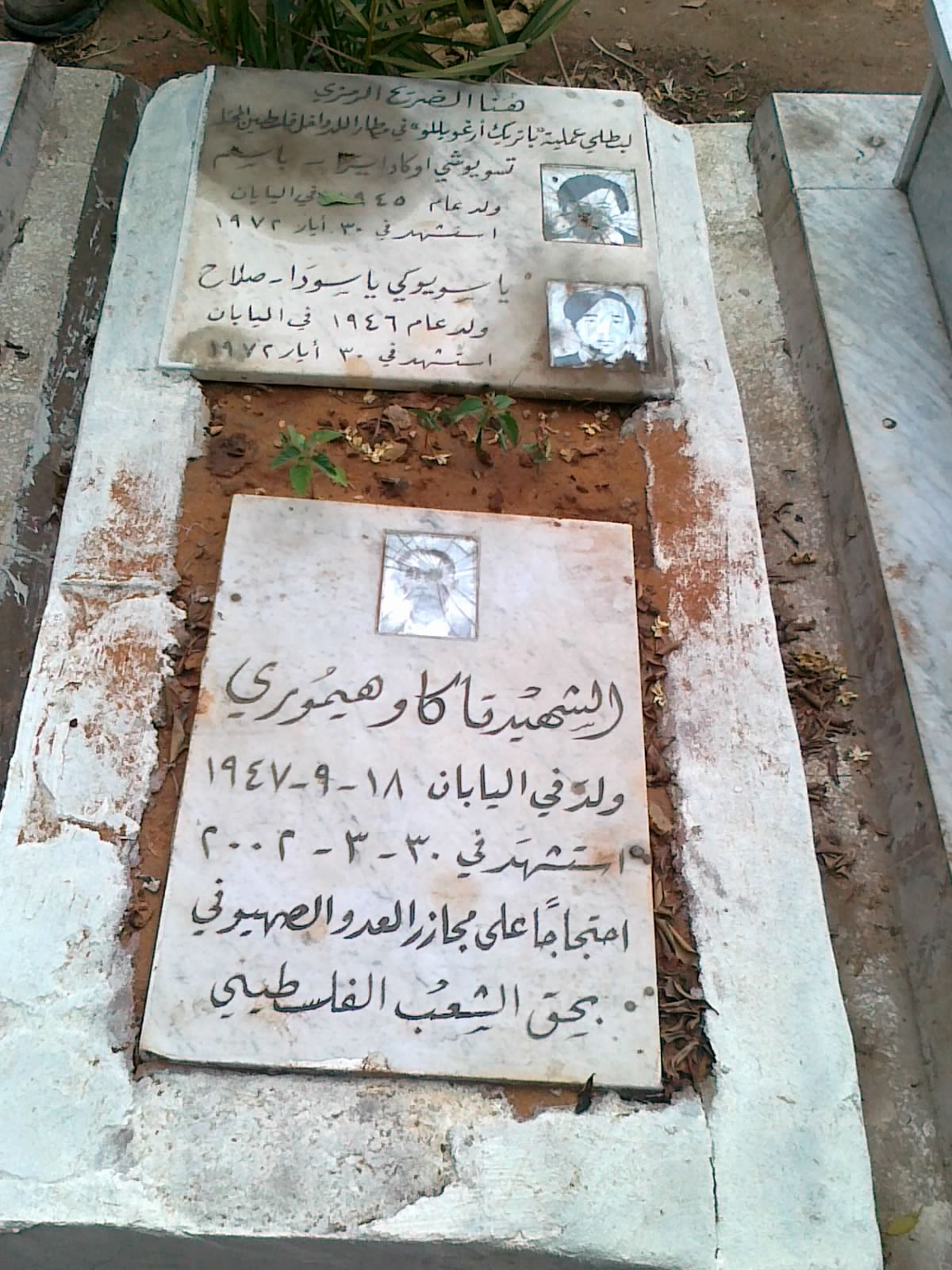
Symboliczny grób na Cmentarzu Męczenników w Bejrucie dla japońskich bojowników Armii Czerwonej poległych w akcji na lotnisku w Tel Awiwie

Japońska Armia Czerwona (jap. 日本赤軍 Nihon Sekigun; JRA) – organizacja terrorystyczna z Japonii.

## Nazwa
Posługiwała się też nazwą Antyimperialistyczne Brygady Międzynarodowe.

## Historia
Około 1970 roku oddzieliła się od Japońskiej Ligi Komunistycznej – Frakcji Czerwonej Armii. Celem grupy było obalenie japońskiego rządu i monarchii. W związku z brakiem możliwości realizacji tak daleko idących celów, grupa skupiła się na sprawie niepodległości Palestyny. W lutym 1971 roku przywódcy JRA przylecieli do Libanu, gdzie nawiązali kontakty z Ludowym Frontem Wyzwolenia Palestyny (LFWP). Palestyńczycy zapewnili japońskim komunistom schronienie i pomoc finansową. W drugiej połowie lat 90. formacja uległa niemal całkowitemu rozbiciu, a większość jej liderów została schwytana. Terroryści, którym udało się uniknąć aresztowania, ukryli się w Korei Północnej. W kwietniu 2001 roku JRA zadeklarowała samorozwiązanie.

## Najważniejsze ataki przeprowadzone przez grupę
- W maju 1972 roku trzech terrorystów zaatakowało port lotniczy Ben Guriona w Izraelu[2][3]. W ataku zginęło 28 osób, w tym dwójka napastników[2].

- W lipcu 1973 roku Japończycy wsparli członków LFWP w porwaniu samolotu Japan Airlines. Samolot został uprowadzony do Libii, gdzie wszyscy pasażerowie i członkowie załogi zostali wypuszczeni, samolot został jednak zniszczony za pomocą ładunków wybuchowych[4].

- W styczniu 1974 roku rewolucjoniści wysadzili magazyn w rafinerii ropy naftowej w Singapurze[4].

- We wrześniu 1974 roku oddział Japońskiej Armii Czerwonej zajął ambasadę francuską w Hadze. Terroryści domagali się wypuszczenia więzionych we Francji japońskich komunistów. Po spełnieniu żądań terroryści zostali przetransportowani do Syrii[2][4].

- W sierpniu 1975 roku terroryści zajęli konsulat USA w Kuala Lumpur, gdzie wzięli 52 zakładników. Ekstremistom udało się wymusić uwolnienie pięciu bojowników przebywających w japońskich więzieniach[2][4]. Po okupacji konsulatu, napastnicy wraz z uwolnionymi towarzyszami udali się samolotem do Libii[4].

- We wrześniu 1977 roku bojownicy porwali samolot linii Japan Airlines. W zamian za uwolnienie zakładników, z więzień zwolniono sześciu japońskich terrorystów[2] i zapłacono okup w wysokości sześciu milionów dolarów[4].

- W maju 1986 roku ekstremiści ostrzelali z moździerzy budynki ambasad Japonii, Kanady i USA w Dżakarcie[4].

- W czerwcu 1987 roku JRA zaatakowała ambasady USA i Wielkiej Brytanii w Rzymie[2].

- W kwietniu 1988 roku celem terrorystów stał się amerykański klub wojskowy w Neapolu[2]. W ataku z użyciem materiałów wybuchowych zginęło pięć osób[4].

- W lipcu 1988 roku terroryści przeprowadzili zamach bombowy na amerykańską ambasadę w Madrycie[2].

Oprócz powyższych grupa często przeprowadzała ataki bombowe na japońskie przedsiębiorstwa.
Ataki na cele amerykańskie z lat 80. przypuszczalnie zrealizowano na zlecenie rządu Libii.

## Wsparcie zagraniczne
Była wspierana finansowo przez Syrię, Libię i Koreę Północną.

## Liczebność
W szczytowym okresie działalności liczyła od 30 do 40 członków.

## Ideologia
Była grupą marksistowsko-leninowską. Dążyła do obalenia japońskiego rządu i monarchii oraz wywołania światowej rewolucji komunistycznej.